# Chaise longue

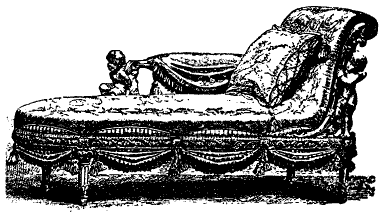
Una chaise longue, estil rococó del

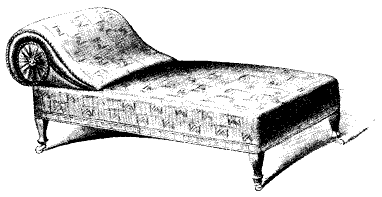
Una chaise longue del

Una chaise longue, nom derivat del francès, significa literalment cadira llarga, encara que sigui una mena de cadiral, conegut per la traducció anglesa lounge chair, és un tipus de sofà amb forma de cadira que posseeix una prolongació prou llarga com per estirar les cames en una posició reclinada.
En francès modern, el terme chaise longue es refereix a totes les cadires reclinables.

## Orígens
Es creu que la primera combinació d'una cadira i un divan és originària d'Egipte. Els primers models coneguts es varen fer de fulles de palma lligades amb corda o cuir. Més tard, els moblistes egipcis varen introduir construccions de caixa i metxa amb marcs de fusta xapats amb ivori o banús, d'ús comú amb molts exemples que es troben a la primera dinastia (3100-2890 aC), les tombes.
En l'art grec clàssic es representen déus i deesses descansant en aquest tipus de cadira. La paraula grega moderna Simbóssion prové de simpinin, que significa 'beure junts'. A l'antiga Grècia la paraula transmet la idea d'una festa amb música i conversa. L'element principal del mobiliari per a un simposi és el Kline, una mena de divan. Els grecs van canviar de la pràctica normal de seure en una taula a la pràctica molt més distingida de butaques reclinables ja des del segle viii aC.
Els romans també van utilitzar un sofà-llit per a descansar durant el dia i dormir a la nit. Desenvolupat a partir del prototip grec, el divan romà va ser dissenyat amb les potes tallades en fusta o bronze fos. Els romans també van adaptar una cadira chaise longue d'estil per al accubatio (l'acte de descansar durant un dinar). En els banquets romans, cada moble era ocupat per tres persones, i acostumaven a situar-se tres peces ocupant els tres costats d'un quadrat petit, de manera que el triclini podia allotjar un grup de nou comensals. Els romans no feien servir tapisseria, de forma que es feien servir coixins, fundes i pells d'animals.